# Epitola miranda
Epitola miranda är en fjärilsart som beskrevs av Otto Staudinger 1889. Epitola miranda ingår i släktet Epitola och familjen juvelvingar. Inga underarter finns listade i Catalogue of Life.